# Адам, Абдулфаттах
Абдулфаттах Мохаммед Адам (араб. عبدالفتاح آدم‎; род. 1 января 1995, Саудовская Аравия) — саудовский футболист, нападающий, игрок клуба «Ан-Наср» и национальной сборной Саудовской Аравии.

## Клубная карьера
Адам впервые заявил о себе, когда сыграл в товарищеском матче с командой «Аль-Джил» летом 2014 года. Аль-Джилу понравилась игра полузащитника, и Абдулла Дарвиш, главный тренер команды в то время, настоял на том, чтобы Адам участвовал в тренировке команды. Адам официально подписал контракт с «Аль-Джилом» во время летнего трансферного окна 2014 года.

### «Аль-Джил»
Абдулфаттах завершил свой первый сезон с «Аль-Джилом», забив 10 мячей в течение сезона 2014/15, и помог клубу финишировать на шестом месте. Во время второго сезона в клубе, Адам закончил сезон с 21 голами во всех соревнованиях. Впервые в карьере, он стал лучшим бомбардиром сезона.

## Достижения

### Клубные

#### «Аль-Таавун»
- Обладатель Саудовского кубка чемпионов: 2019

#### «Ан-Наср»
- Обладатель Суперкубка Саудовской Аравии: 2019

### Индивидуальные
- Лучший бомбардир Первого дивизиона Саудовской Аравии: 2015/16, 2016/17